# Billy Bartholomew
William Andrew „Billy“ Bartholomew (* 1. Oktober 1901 in London; † 19. Januar 1972 ebenda) war ein britischer Jazz- und Unterhaltungsmusiker (Altsaxophon, Bandleader), der in den 1920er und 1930er Jahren in Deutschland bekannt war.	

## Leben und Wirken
Bartholomew arbeitete zunächst in England, Schottland und Frankreich. 1924 kam er nach Deutschland, wo er bei Eric Borchard und dann bei Julian Fuhs engagiert war. 1927 gründete er seine Eden Five, aus denen er bald eine Big Band entwickelte. 1928 spielte er mit diesem Orchester „mit großem Erfolg“ im Berliner Delphi-Palast; nach Horst H. Lange handelte es sich um „ein hervorragendes deutsches Tanzorchester“. Das Orchester bestand bis 1938 und spielte auch für die Label Kristall und Odeon zahlreiche Platten ein, wobei es allerdings trotz guter Solisten nur selten in der Jazzstilistik spielte. Nach fremdenfeindlichen Verdächtigungen beschloss er 1937, nur noch deutsche Musiker in seiner Band zu beschäftigen. Bei der Werbung für sein Gastspiel im Warnemünder Kurhaus im Juni 1935 wurde denn auch betont, dass Bartholomew „und seine deutschen Solisten“ zu Gast sind. Auch im Sommer 1936 hatte Billy Bartholomew wieder Auftritte in Warnemünde. Dennoch wurden die Engagements für ihn immer weniger. Ende 1938 kehrte er nach England zurück, wo er als Musikclown und Unterhaltungskünstler auftrat.

## Lexikalische Einträge
- Horst J. P. Bergmeier & Rainer E. Lotz Billy Bartholomew: Bio-Discography. Jazzfreund-Publikation 27 Menden 1985
- Jürgen Wölfer: Jazz in Deutschland. Das Lexikon. Alle Musiker und Plattenfirmen von 1920 bis heute. Hannibal, Höfen 2008, ISBN 978-3-85445-274-4.